# 大内村 (島根県)
大内村（おおうちむら）は、島根県那賀郡にあった村。現在の浜田市の一部にあたる。

## 地理
- 河川：周布川[1]、髻谷川[1]、内田川[2]

## 歴史
- 1889年（明治22年）4月1日、町村制の施行により、那賀郡内村、内田村、穂出村（一部、字和田・中場）が合併して村制施行し、大内村が発足[3][4]。
- 1935年（昭和10年）2月11日 - 那賀郡漁山村と合併し美川村を新設して廃止された[3][4]。